# 1984 w filmie
Wydarzenia filmowe w 1984 roku.

## Wydarzenia
- 15 lutego – wytwórnia Walt Disney Pictures ogłosiła utworzenie Touchstone Pictures dla produkcji filmów dla dorosłych.

## Premiery

### Filmy polskie
| Data            | Tytuł filmu                          | Kraj   | Reżyseria                     | Obsada                                                                                       |
| --------------- | ------------------------------------ | ------ | ----------------------------- | -------------------------------------------------------------------------------------------- |
| 2 stycznia      | Magiczne ognie                       | Polska | Janusz Kidawa                 | Włodzimierz Adamski, Ignacy Gogolewski, Jolanta Nowińska, Halina Kossobudzka                 |
| 9 stycznia      | Oko proroka                          | /      | Paweł Komorowski              | Lubomir Cwetkow, Edward Lubaszenko, Zbigniew Borek, Djoko Rosić, Henryk Bista                |
| 16 stycznia     | Pastorale heroica                    | Polska | Henryk Bielski                | Wirgiliusz Gryń, Krystyna Królówna, Zygmunt Malanowicz, Teresa Lipowska                      |
| 30 stycznia     | Akademia pana Kleksa                 | /      | Krzysztof Gradowski           | Piotr Fronczewski, Sławek Wronka, Leon Niemczyk, Zbigniew Buczkowski                         |
| 1 lutego        | Przygody błękitnego rycerzyka        | Polska | Lechosław Marszałek           | Dubbing: Michał Bajor, Piotr Fronczewski, Wiesław Michnikowski, Andrzej Stockinger           |
| 27 lutego       | Co dzień bliżej nieba                | Polska | Zbigniew Kuźmiński            | Jacek Guziński, Maciej Góraj, Jerzy Kamas, Zdzisław Rychter, Henryk Talar                    |
| 5 marca         | Kartka z podróży                     | Polska | Waldemar Dziki                | Władysław Kowalski, Rafał Wieczyński, Maja Komorowska, Halina Mikołajska                     |
| 9 marca         | Soból i panna                        | Polska | Hubert Drapella               | Jolanta Nowak, Jacek Borkowski, Jan Englert, Józef Duriasz, Andrzej Precigs                  |
| 19 marca        | Lata dwudzieste, lata trzydzieste... | Polska | Janusz Rzeszewski             | Grażyna Szapołowska, Tomasz Stockinger, Piotr Fronczewski, Dorota Stalińska, Ewa Kuklińska   |
| 26 marca        | Haracz szarego dnia                  | Polska | Roman Wionczek                | Jolanta Grusznic, Marek Wysocki, Bogusław Augustyn, Andrzej Chudy                            |
| 1 kwietnia      | Był jazz                             | Polska | Feliks Falk                   | Bożena Adamek, Michał Bajor, Andrzej Grabarczyk, Kazimierz Wysota, Jerzy Gudejko             |
| 9 kwietnia      | Widziadło                            | Polska | Marek Nowicki                 | Roman Wilhelmi, Marzena Trybała, Hanna Mikuć, Mariusz Benoit, Mariusz Dmochowski             |
| 14 maja         | Seksmisja                            | Polska | Juliusz Machulski             | Jerzy Stuhr, Olgierd Łukaszewicz, Bożena Stryjkówna, Bogusława Pawelec, Hanna Stankówna      |
| 18 maja         | To tylko rock                        | Polska | Paweł Karpiński               | Krystyna Janda, Grażyna Trela, Zdzisław Wardejn, Piotr Fronczewski, Jan Jankowski            |
| 21 maja         | Dom świętego Kazimierza              | Polska | Ignacy Gogolewski             | Ignacy Gogolewski, Irena Malkiewicz, Zofia Truszkowska, Ewa Szykulska                        |
| 25 maja         | Bluszcz                              | Polska | Hanka Włodarczyk              | Monika Niemczyk, Ewa Błaszczyk, Grażyna Długołęcka, Justyna Kulczycka                        |
| 11 czerwca      | Synteza                              | Polska | Maciej Wojtyszko              | Wiktor Grotowicz, Piotr Fronczewski, Władysław Kowalski, Marta Lipińska                      |
| 1 września      | Katastrofa w Gibraltarze             | Polska | Bohdan Poręba                 | Jerzy Molga, Arkadiusz Bazak, Teresa Lipowska, Darinka Mitowa, Andrzej Krasicki              |
| 3 września      | Wedle wyroków twoich...              | Polska | Jerzy Hoffman                 | Sharon Brauner, Anna Dymna, Günter Lamprecht, Mathieu Carrière, Ryszarda Hanin               |
| 18 września     | Planeta krawiec                      | Polska | Jerzy Domaradzki              | Kazimierz Kaczor, Sławomira Łozińska, Liliana Głąbczyńska, Władysław Kowalski, Leon Niemczyk |
| 24 września     | Thais                                | Polska | Ryszard Ber                   | Dorota Kwiatkowska, Jerzy Kryszak, Piotr Garlicki, Bronisław Pawlik, Mieczysław Voit         |
| 1 października  | Nie było słońca tej wiosny           | Polska | Juliusz Janicki               | Ernestyna Winnicka, Maciej Kozłowski, Krystyna Wachelko-Zaleska, Henryk Bista, Jerzy Trela   |
| 8 października  | Marynia                              | Polska | Jan Rybkowski                 | Anna Nehrebecka, Andrzej May, Anna Milewska, Joanna Witter, Jan Englert, Czesław Wołłejko    |
| 8 października  | Na straży swej stać będę             | Polska | Kazimierz Kutz                | Krzysztof Kolberger, Iwona Świętochowska, Lidia Maksymowicz, Marta Straszna                  |
| 15 października | Czas dojrzewania                     | Polska | Mieczysław Waśkowski          | Maria Probosz, Jan Jurewicz, Leonard Andrzejewski, Arkadiusz Bazak, Wojciech Brzozowicz      |
| 22 października | Kamienne tablice                     | Polska | Ewa Petelska Czesław Petelski | Krzysztof Chamiec, Laura Łącz, Ewa Szykulska, Janusz Kłosiński, Witold Pyrkosz               |
| 16 listopada    | Fort 13                              | Polska | Grzegorz Królikiewicz         | Leon Niemczyk, Janusz Krawczyk, Krzysztof Kursa, Grażyna Szapołowska                         |
| 19 listopada    | Dzień kolibra                        | Polska | Ryszard Rydzewski             | Henryk Machalica, Sławomira Łozińska, Stefan Szmidt, Marcin Kołtuniak, Daniel Kozakiewicz    |
| 21 listopada    | Wir                                  | Polska | Henryk Jacek Schoen           | Marek Herbik, Marzena Trybała, Ewa Dałkowska, Olgierd Łukaszewicz                            |
| 3 grudnia       | Tajemnica starego ogrodu             | Polska | Julian Dziedzina              | Bogusz Bilewski, Stefan Friedmann, Wiesław Gołas, Zofia Merle, Kinga Bujak                   |
| 29 grudnia      | Ultimatum                            | Polska | Janusz Kidawa                 | Stanisław Michalski, Krzysztof Kiersznowski, Jan Jeruzal, Marek Wysocki                      |

### Filmy zagraniczne
- Amadeusz – reż. Miloš Forman
- Eksperyment Filadelfia – reż. Stewart Raffill
- Gliniarz z Beverly Hills – reż. Martin Brest
- Terminator – reż. James Cameron
- Chłopiec z zatoki (The Bay Boy) – reż. Daniel Petrie
- 1984 – reż. Michael Radford
- 2010: Odyseja kosmiczna (2010: The Year We Make Contact) – reż. Peter Hyams
- Ptasiek – reż. Alan Parker
- Karate Kid – reż. John G. Avildsen
- Towarzystwo wilków (The Company of Wolves) – reż. Neil Jordan
- Muppety na Manhattanie – reż. Frank Oz
- Pogromcy duchów (Ghostbusters) – reż. Ivan Reitman
- Gremliny rozrabiają (Gremlins) – reż. Joe Dante
- Conan Niszczyciel – reż. Richard Fleischer
- Indiana Jones i Świątynia Zagłady (Indiana Jones and the Temple of Doom) – reż. Steven Spielberg
- Dawno temu w Ameryce (Once Upon a Time in America) – reż. Sergio Leone
- Akademia Policyjna (Police Academy) – reż. Hugh Wilson
- Star Trek III: W poszukiwaniu Spocka – reż. Leonard Nimoy
- Ośmiornica (La piovra) – reż. Damiano Damiani
- Piątek, trzynastego IV: Ostatni rozdział – reż. Joseph Zito
- Koszmar z ulicy Wiązów (A Nightmare on Elm Street) – reż. Wes Craven
- Zuchwały napad (Двойной обгон, Dwojnoj obgon) – reż. Aleksander Gordon

## Nagrody filmowe

### Oskary
- Najlepszy film – Amadeusz (Amadeus)
- Najlepszy aktor – F. Murray Abraham Amadeus
- Najlepsza aktorka – Haing S. Ngor Pola śmierci
- Wszystkie kategorie: 57. ceremonia wręczenia Oscarów

### Festiwal w Cannes
- Złota Palma: Wim Wenders – Paryż, Teksas (Paris, Texas)

### Festiwal w Berlinie
- Złoty Niedźwiedź: John Cassavetes – Strumienie miłości

### Festiwal w Wenecji
- Złoty Lew: Krzysztof Zanussi – Rok spokojnego słońca

### IXFestiwal Polskich Filmów Fabularnych
- Złote Lwy Gdańskie: Austeria – reż. Jerzy Kawalerowicz

## Urodzili się
- 9 stycznia – Weronika Rosati, polska aktorka
- 24 stycznia – Ashley C. Williams, amerykańska aktorka i piosenkarka
- 19 lutego – Josh Trank, amerykański reżyser
- 29 lutego – Olga Bołądź, polska aktorka
- 5 kwietnia – Barbara Mularczyk, polska aktorka
- 3 października – Ashlee Simpson, amerykańska aktorka i piosenkarka
- 22 listopada – Scarlett Johansson, amerykańska aktorka
- 20 grudnia – Ilean Almaguer, meksykańska aktorka

## Zmarli
- 16 stycznia – Józef Nowak, polski aktor (ur. 1925)
- 4 maja – Diana Dors, brytyjska aktorka (ur. 1931)
- 5 sierpnia – Richard Burton, brytyjski aktor (ur. 1925)
- 21 października – François Truffaut, francuski reżyser nowej fali (ur. 1932)
- 28 grudnia – Sam Peckinpah, amerykański reżyser (ur. 1925)